# Col de l'Escrinet
 (juin 2025).
Si vous disposez d'ouvrages ou d'articles de référence ou si vous connaissez des sites web de qualité traitant du thème abordé ici, merci de compléter l'article en donnant les références utiles à sa vérifiabilité et en les liant à la section « Notes et références ».
Le col de l'Escrinet (altitude 789 mètres) se situe en Ardèche, dans les monts du Vivarais.
Une stèle à la mémoire de Jacques de Sugny est présente au sommet. C'est un lieu important pour l'observation des oiseaux.

## Géographie

### Situation

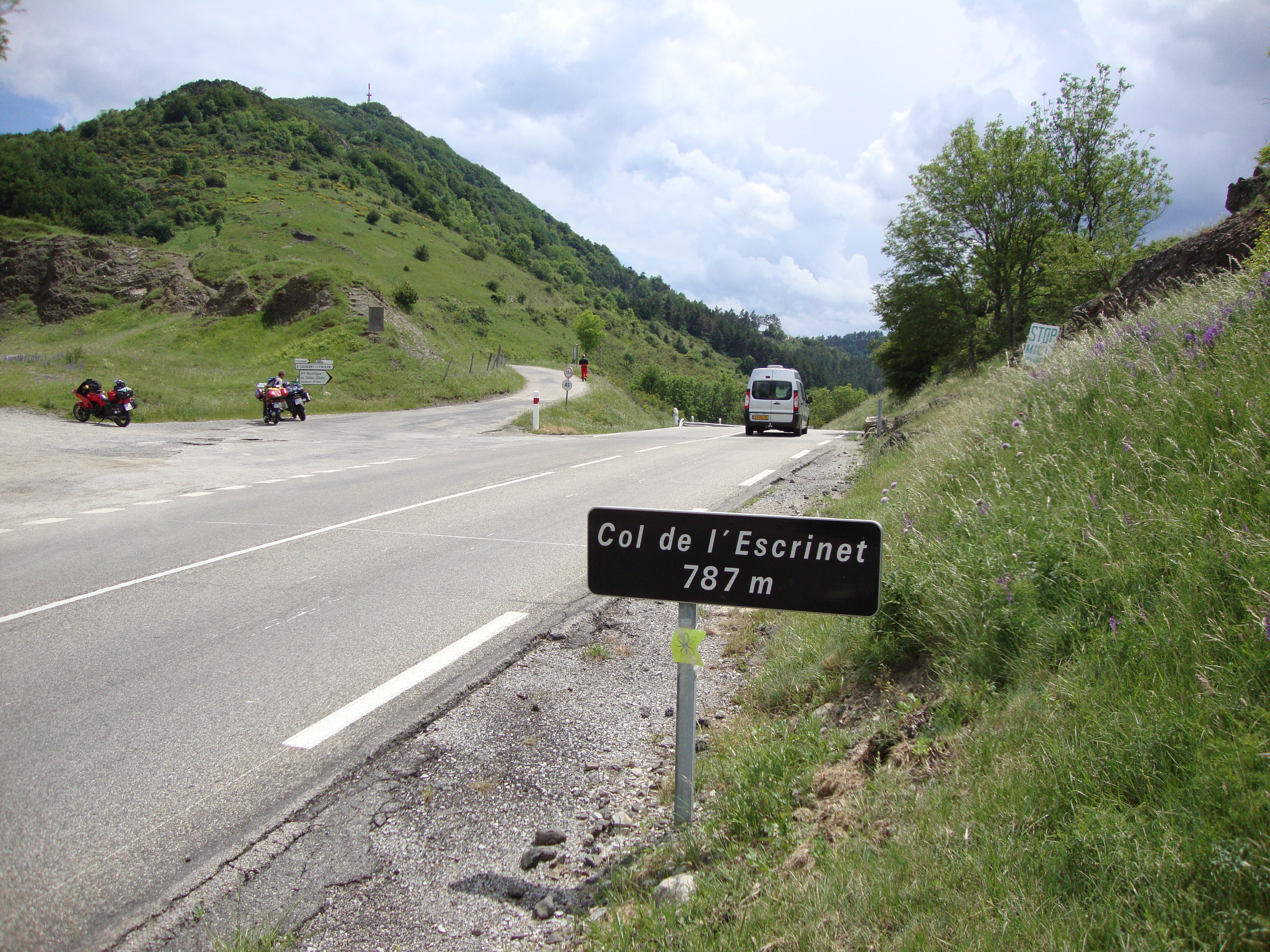
Au col de l'Escrinet.

Le col est situé à une altitude de 789 mètres et se situe sur la route départementale 104 entre Aubenas et Privas, dans le département de l'Ardèche. Il ouvre sur la vallée de l'Ardèche et les plaines du Languedoc au sud-ouest, et sur la vallée du Rhône au nord-est. Le col se place au triple point de rencontre des communes de Gourdon, Saint-Étienne-de-Boulogne et Saint-Priest.

### Géologie
Le col de l'Escrinet est traversé par un étroit dyke volcanique qui émerge du substrat marno-calcaire. Il forme l'extrémité nord du massif du Coiron, massif caractérisé par une inversion de relief spectaculaire : il y a quelques millions d'années, des coulées volcaniques ont envahi des vallées creusées dans un substrat marno-calcaire. Ces coulées se trouvent aujourd'hui bien au-dessus des terrains environnants.

### Hydrographie
Longue de 11,3 km, la Boulogne prend sa source au col de l'Escrinet, sur le territoire de la commune de Saint-Étienne-de-Boulogne, et coule vers le sud.

## Histoire

### Installation ferroviaire

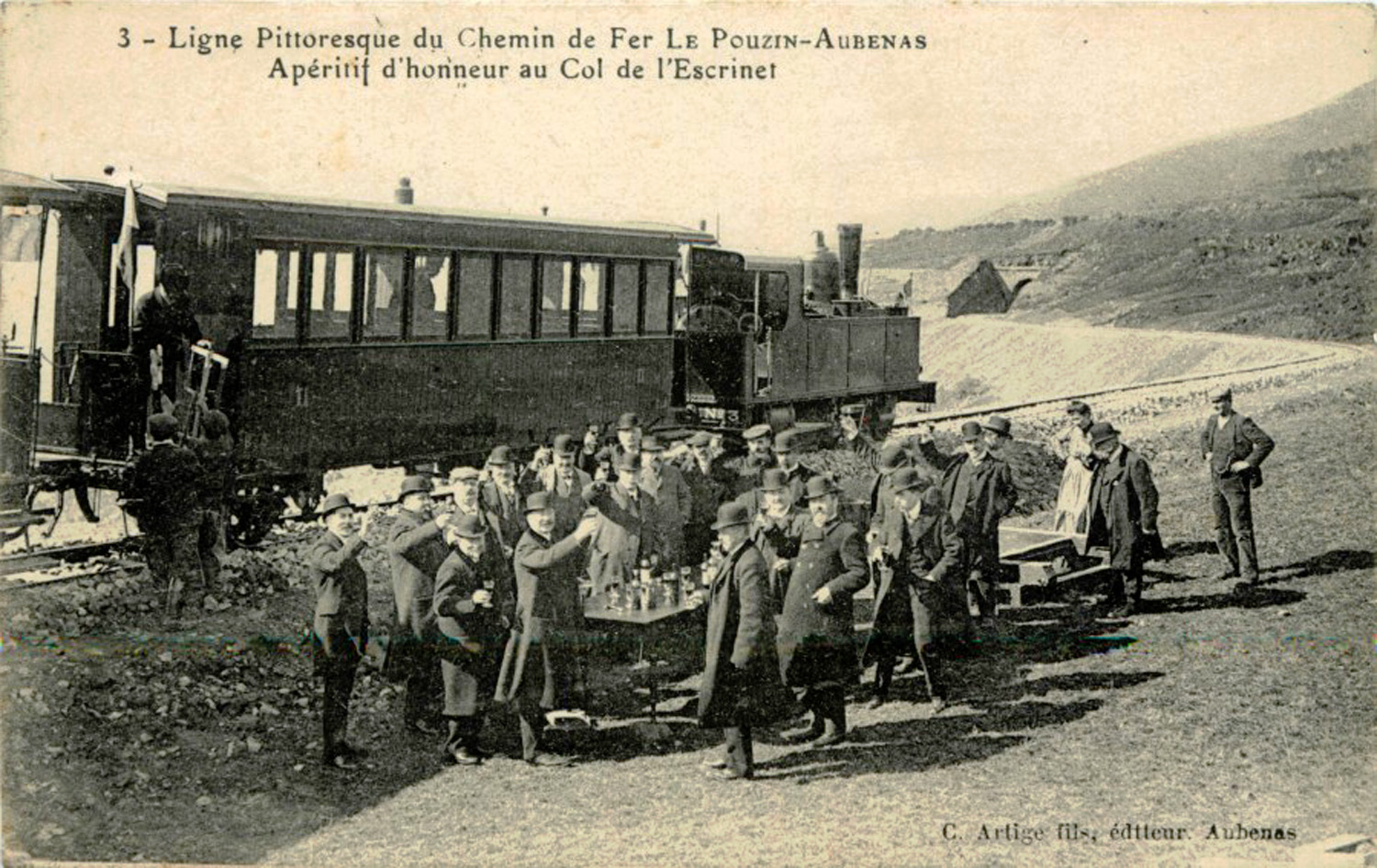
Train au col de l'Escrinet, ligne Le Pouzin-Aubenas.

La ligne Privas - Aubenas des Tramways de l'Ardèche franchissait le col de l'Escrinet en décrivant plusieurs lacets et passant sous le col par un tunnel de 324 m et un second tunnel, plus court (46 m), sous la route une colline empruntée par la route nationale. Cette ligne de chemin de fer à voie étroite n'a été active que quatre ans (de 1910 à 1914) ; les rails ont été définitivement démontés en 1917.
Le long tunnel, après avoir servi de champignonnière, est partiellement éboulé ; le tunnel plus court a été intégré au sentier pédestre.

### Mémorial Jacques de Sugny

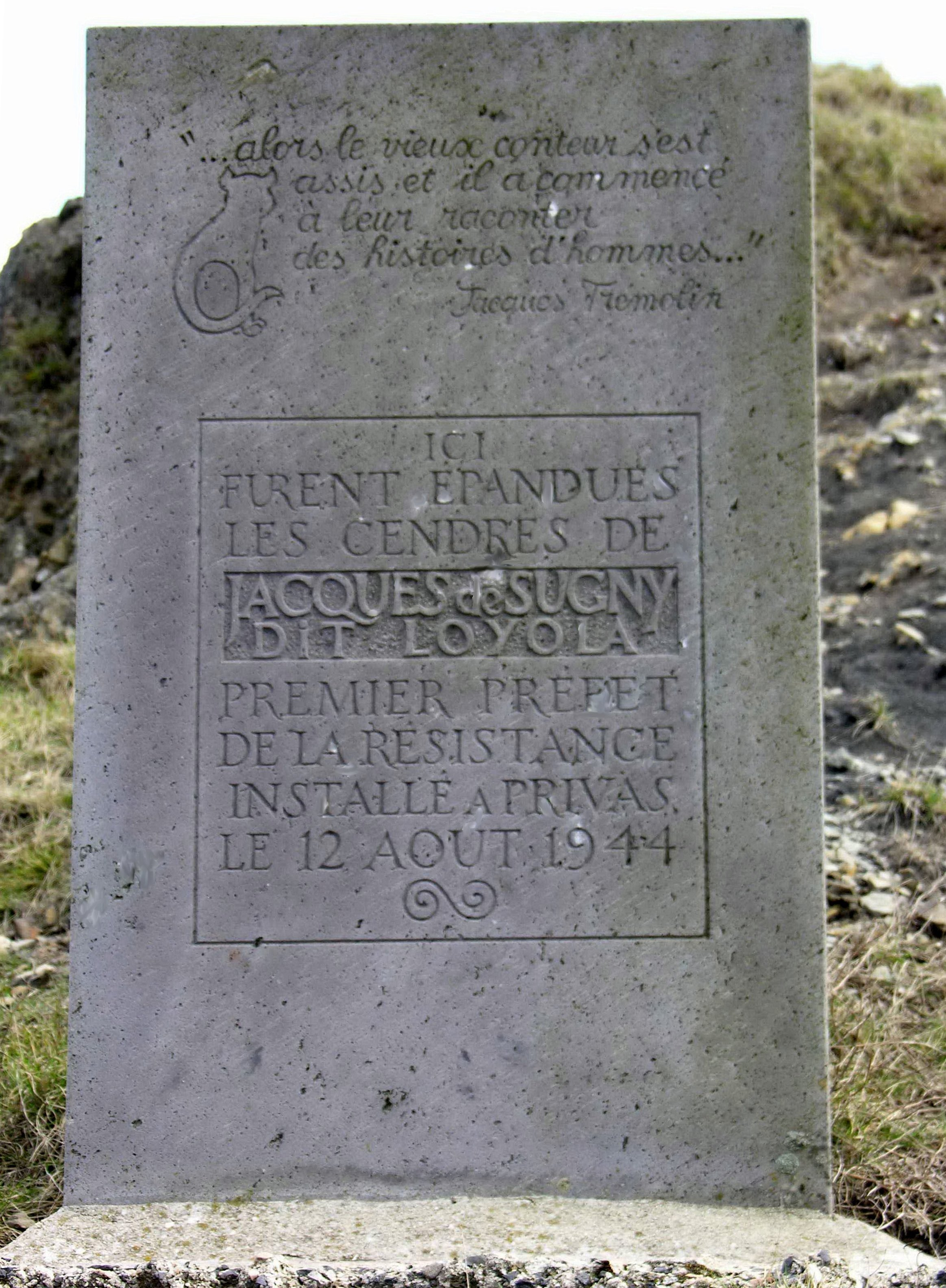
Stèle à la mémoire de Jacques de Sugny.

Au col, sur la butte de la Tourrasse, une stèle rappelle, lapidairement, la mémoire de Jacques de Sugny et ses trois identités. Né à Lyon, originaire du nord de l'Ardèche, Jacques de Sugny (1910-1986) fut en effet résistant au nazisme sous le nom de Loyola et premier préfet de l'Ardèche lors de la libération de Privas par la Résistance. Puis sous le nom de Jacques Trémolin, il devint écrivain et chroniqueur naturaliste sur France Inter vers 1970. Ses chroniques pleines de vie sont à l'origine de plus d'un engagement en faveur de la protection de la nature. Ses cendres ont été épandues en 1986 au col de l'Escrinet, lieu d'un affrontement avec l'occupant en 1944.

### La chèvre et l'enfant

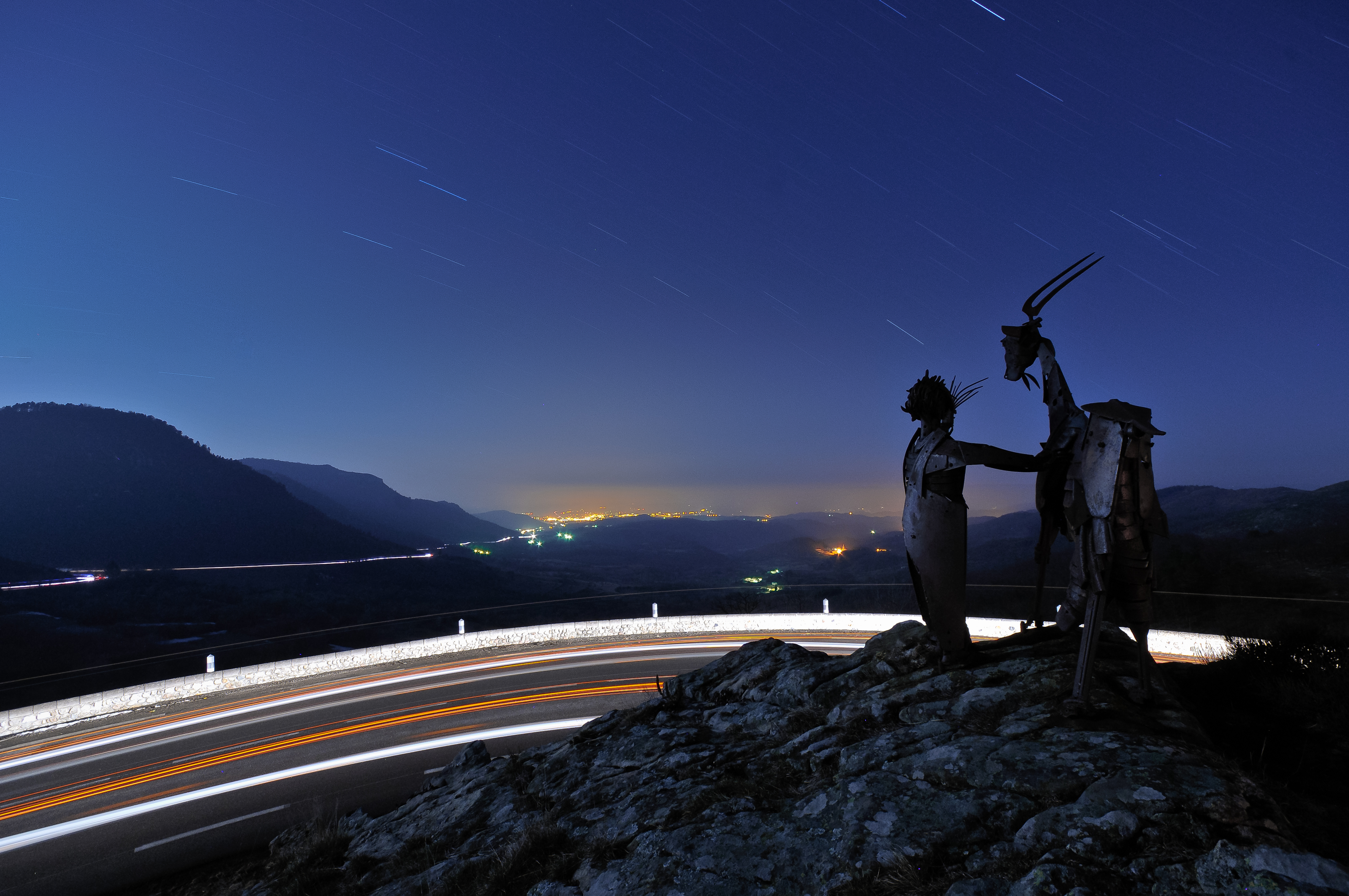
La chèvre et l'enfant.

Installée en 1986 sur un promontoire bordant la route et remplacée par une copie en 1996, cette sculpture en métaux de récupération est l’œuvre du sculpteur et agriculteur local Pierre-Louis Chipon ; elle est rapidement devenue un emblème du col de l'Escrinet.

## Activités

### Conservation ornithologique
L'Escrinet est un site exceptionnel pour l'observation de la migration des oiseaux au printemps (de février à la mi-mai) du fait de l'obligation pour les oiseaux de se rapprocher du relief lorsque souffle le mistral. Plus de 140 espèces peuvent y être observées, du vautour moine au roitelet huppé en passant par la cigogne blanche. Le col est classé en zone importante pour la conservation des oiseaux (ZICO).
Le col constitue le passage le moins élevé pour franchir le massif du Coiron. Son échancrure est encadrée au nord par le serre (montagne) de Suson (altitude 990 m) et au sud par la crête de Blandine (relais de télévision, altitude 1 017 m).
Les ornithologues du centre ornithologique Rhône-Alpes (CORA), section régionale de la LPO, y décomptent toutes les espèces de migrateurs diurnes du 15 février à la fin mars au moins. Ce comptage visuel a commencé en 1982 mais a dû s'interrompre complètement en 1992 et 1994 du fait des violences et des menaces de la part des braconniers.

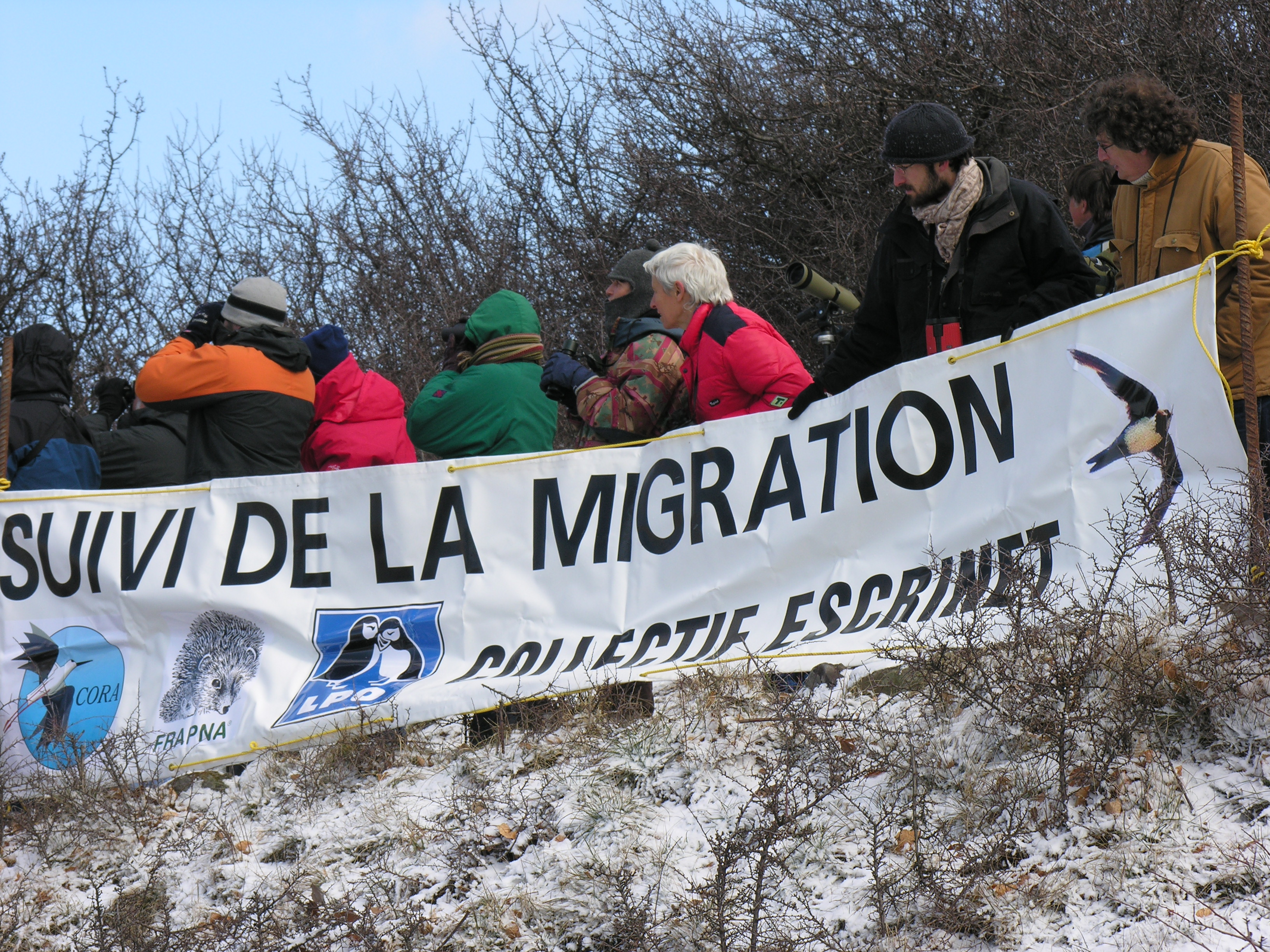
Observation des migrateurs en mars 2006.

Une parcelle proche du col est propriété de la fédération Rhône-Alpes de protection de la nature (FRAPNA) depuis 1987. Une petite parcelle au centre du col, la butte de la Tourrasse, a été acquise en 2001 par la Fondation Franz Weber pour permettre l'observation des oiseaux. Tous les terrains environnants sont détenus par la Fédération des Chasseurs de l'Ardèche qui y a laissé perdurer le braconnage jusqu'en 2005.

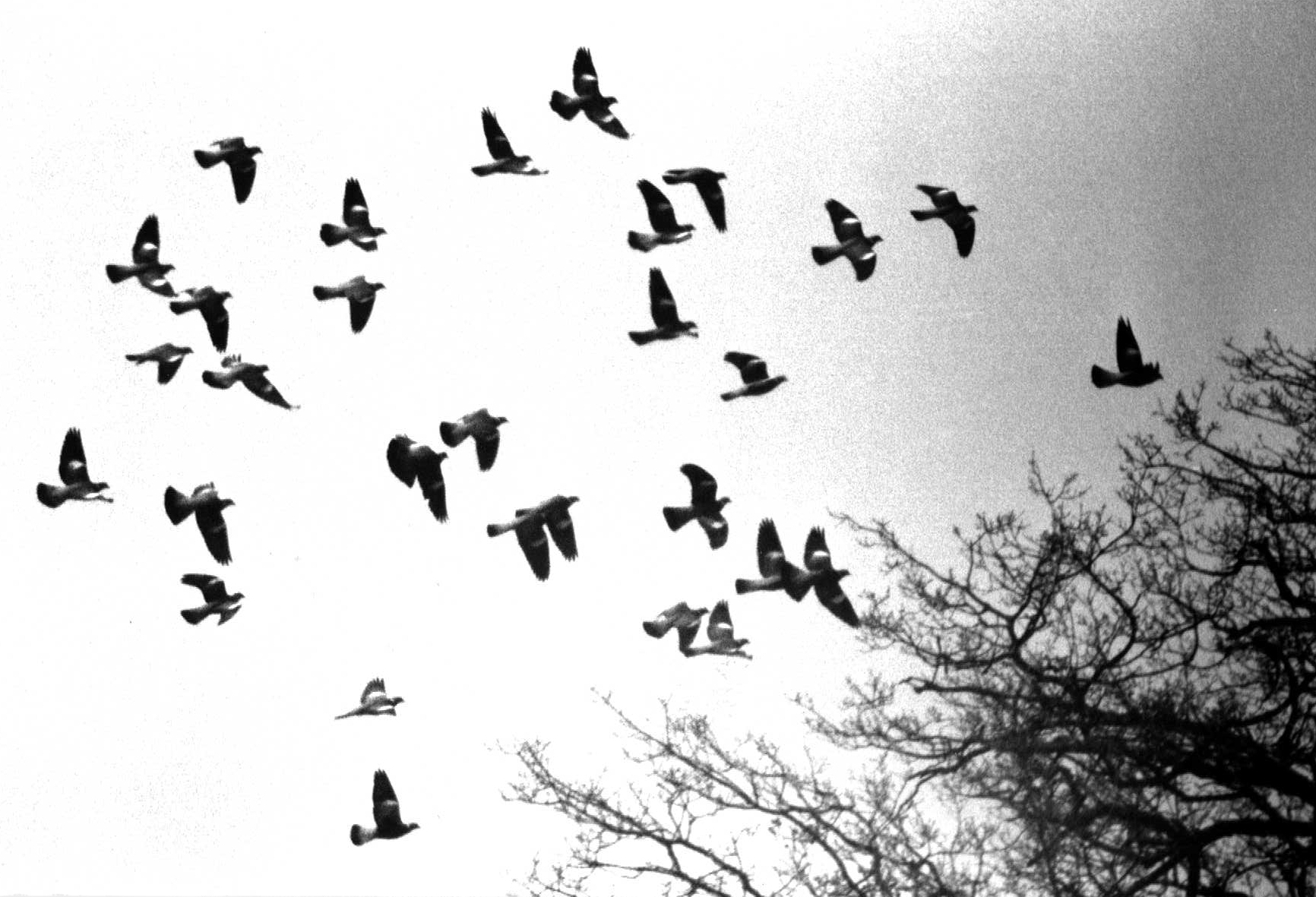
Pigeons ramiers luttant contre le vent pour franchir le col.

La pratique du tir au vol des pigeons ramiers, mais aussi celui des grives et des alouettes, bonne occasion de destruction des rapaces, s'y était développée à partir du milieu du XXe siècle (développement de l'automobile et raréfaction de tout autre gibier) pendant la période prénuptiale (février-mars). Ce tir, en contradiction avec la Directive oiseaux (1979) qui protège les espèces en période prénuptiale, fait l'objet d'un conflit depuis le début des années 1990 entre les chasseurs et les associations de protection de la nature.
Un sentier de découverte de la nature et de la faune locale, a été réalisé par la Fédération Départementale des Chasseurs de l'Ardèche tout près du col. L'accès est libre et gratuit.

### Cyclisme

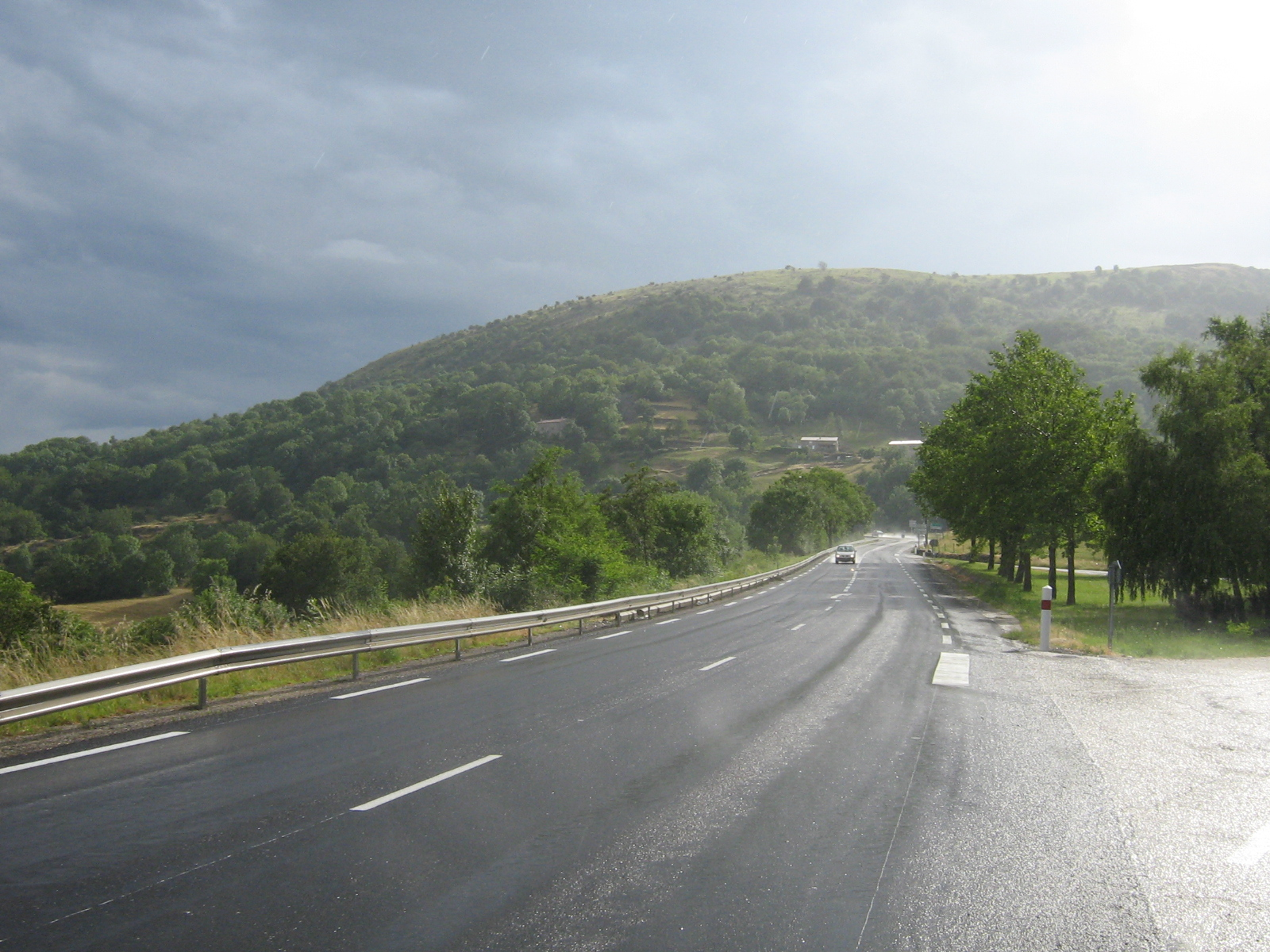
Sur la route du col de l'Escrinet juste après le col de l'Arénier.

Le col a été franchi lors de la 19e étape du Tour de France 2009 reliant Bourgoin-Jallieu à Aubenas et a été classé en 2e catégorie. L'Italien Alessandro Ballan est passé en tête.
Le col a été franchi lors de la 15e étape du Tour de France 2015 reliant Mende à Valence et a été classé en 2e catégorie. Le Français Thibaut Pinot est passé en tête.